# Wuthering Heights (Herrmann)
Wuthering Heights è l'unica opera del compositore statunitense Bernard Herrmann. Si compone di un prologo, quattro atti ed un epilogo. L'opera è un adattamento della prima parte dell'omonimo romanzo di Emily Brontë.

## Genesi
L'anno di inizio della composizione è controverso. Secondo la testimonianza di Lucille Fletcher, l'opera fu concepita e cominciata nel 1946 a seguito di una visita del compositore a Haworth, dove si trova la casa delle sorelle Brontë. Il manoscritto riporta invece il 1943 come data di inizio. L'opera fu completata nel 1951.

## Libretto
Il libretto dell'opera fu scritto da Lucille Fletcher, prima moglie del compositore, utilizzando parole e dialoghi tratti dalla prima parte di Cime tempestose e interpolando, per alcune arie, parti tratte dalla seconda parte del romanzo e versi delle poesie di Gondal.

## Rappresentazioni e registrazioni
L'opera fu rappresentata per la prima volta al Portland Opera nel 1982, in versione tagliata, e fu registrata nel 1966 sotto la direzione e a spese del compositore con un'orchestra e cantanti britannici La prima rappresentazione dell'opera nella sua interezza si è tenuta al Minnesota Opera il 16 aprile 2011, centenario della nascita del compositore.